# La Chambre d'écoute
La Chambre d'écoute est un tableau du peintre belge René Magritte réalisé en 1952. Cette huile sur toile surréaliste représente un intérieur presque entièrement occupé par une pomme verte, une fenêtre à gauche donnant sur un paysage. Elle est conservée au sein de la Menil Collection, à Houston, aux États-Unis, une version ultérieure datée de 1958 se trouvant à la Kunsthaus, à Zurich, en Suisse.